# Vyškovo
Vyškovo nad Tisou (ukrajinsky Вишково, Vyškovo, maďarsky Visk) je městys (ukrajinsky selyšče) ležící v Zakarpatské oblasti asi dvacet kilometrů jihovýchodně od Chustu. Žije zde přibližně 8 300 obyvatel, v celé obci pak 11 818 obyvatel.

## Části obce
- Vyškovo
- Modoroš, ukrajinsky Модьорош

- Rakoš, ukrajinsky Ракош
- Šajan, ukrajinsky Шаян
- Jablunivka, ukrajinsky Яблунівка[2]

## Vyškovská venkovská komunita (hromada)
Ve Vyškově je administrativní centrum  jednotného územního společenství Vyškovská venkovská komunita (ukrajinsky Вишківська селищна громада), do kterého patří obec Vyškovo a Veljatyno(ukrajinsky Велятино).
Vyškovská venkovská komunita má rozlohu 179,9 km². V roce 2020 v ní žilo 16 109 obyvatel.

## Historie
První písemná zmínka o městysu pochází z roku 1281. V minulosti patřil městys Rakousku-Uhersku, od jeho rozpadu po světové válce  v roce 1918 až do roku 1938 bylo součástí Československa. V roce 1944 bylo Vyškovo nad Tisou s okolím připojeno k Ukrajinské SSR.

## Pamětihodnosti
- Vyškovský hrad (ukrajinsky Вишківський замок), zřícenina hradu jihovýchodně od Vyškova

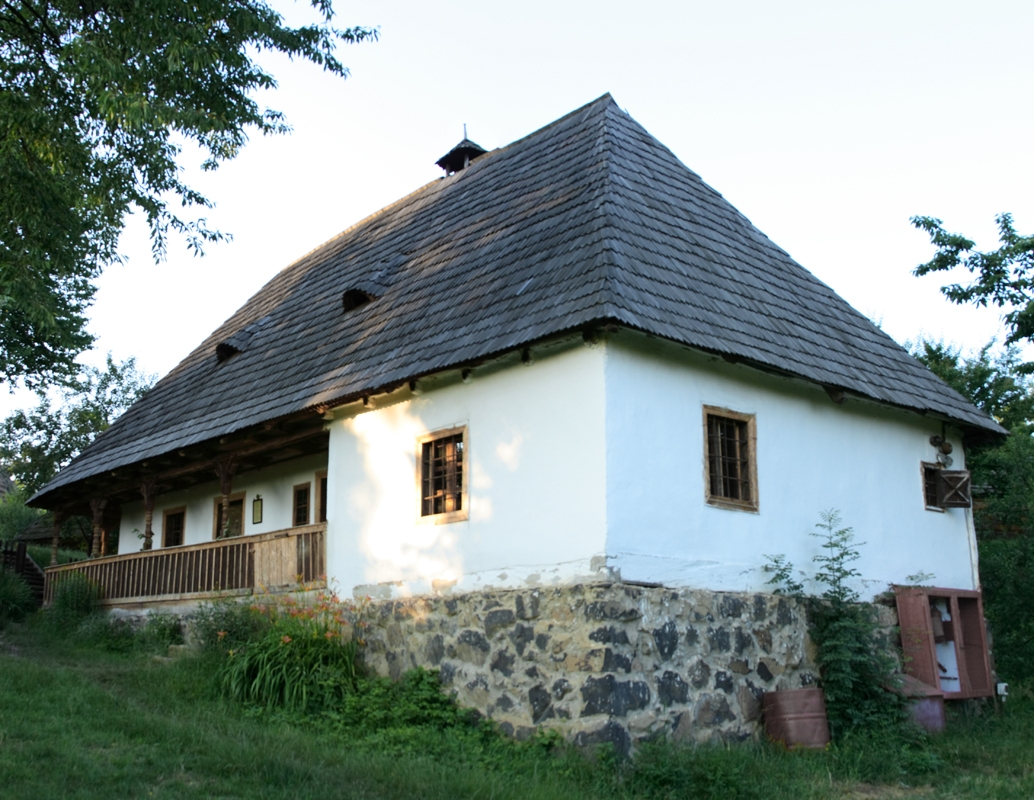
Dům z r. 1879, přemístěný do skanzenu v Užhorodě
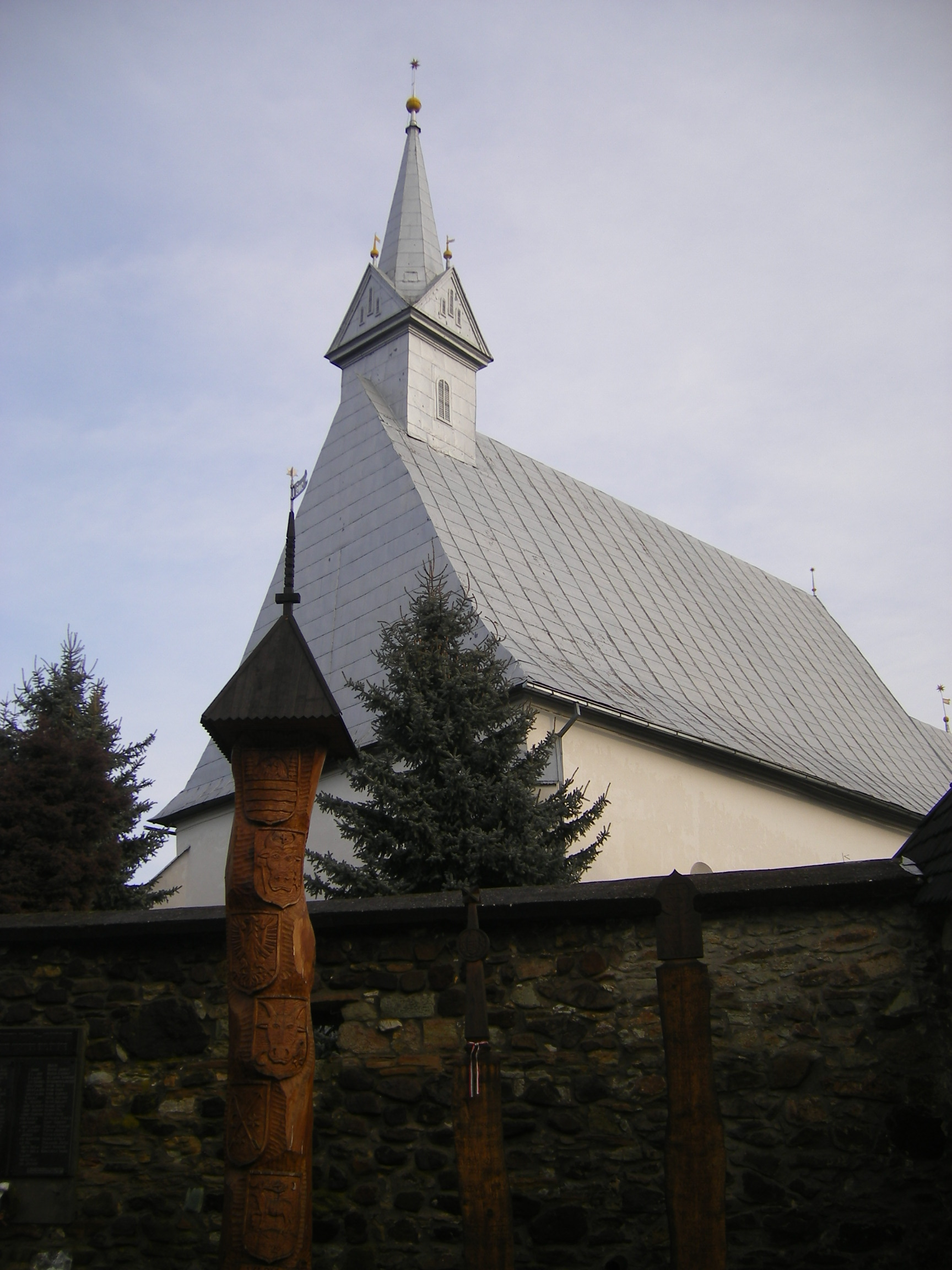
Evangelický kostel
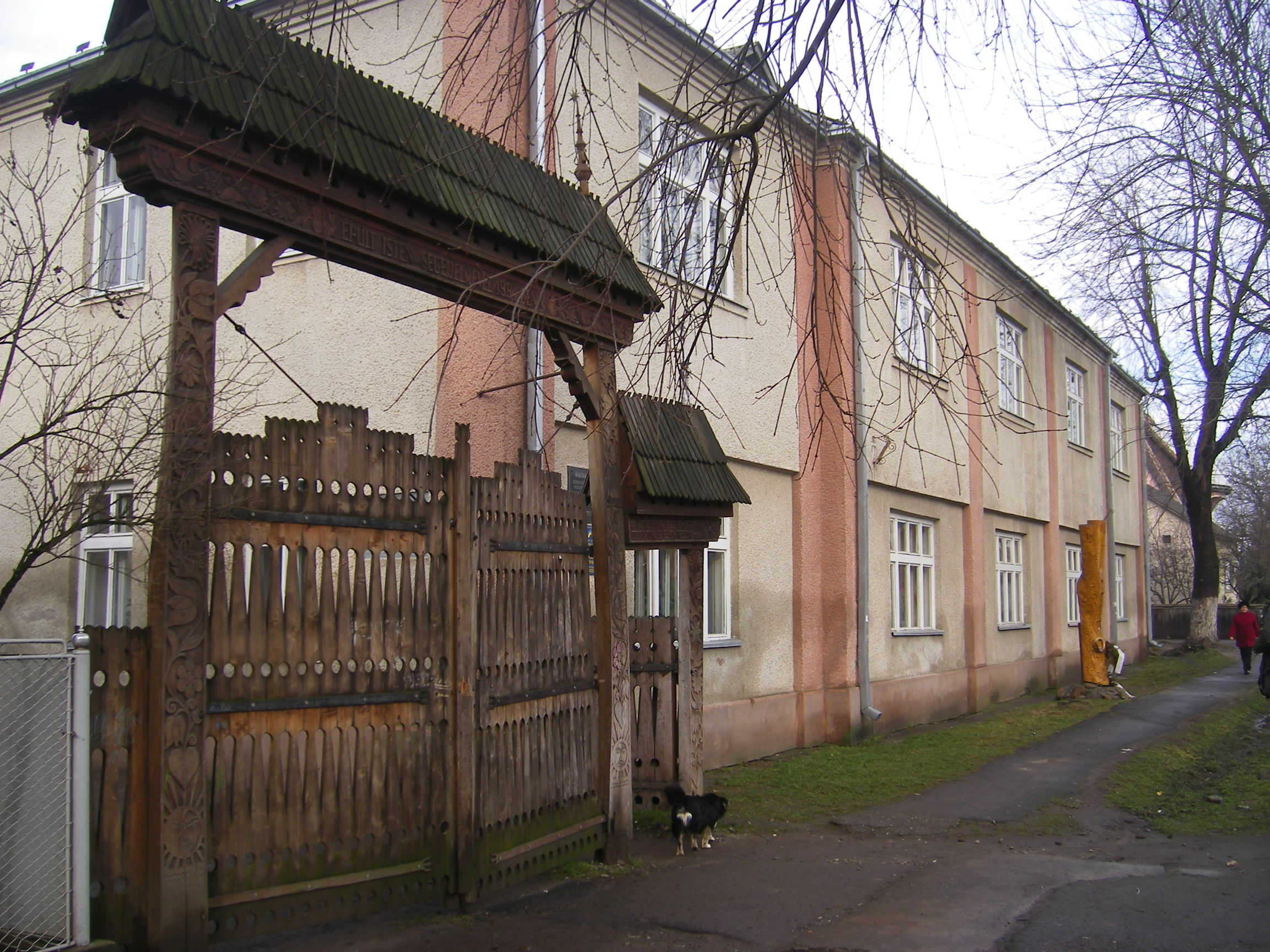
Maďarské gymnázium